# Christina Zaar
Anna Ragnhild Christina Zaar, född 18 juli 1946 i Virserum, är en svensk journalist och författare. Hon var anställd på Dagens Nyheter mellan 1973 och 2005, bland annat som chef för Insidan, som hon var med och startade. Hon var även med och startade bilagan På Stan.
Christina Zaar utbildade sig vid Journalisthögskolan 1968–1969. Hon har även läst sociologi, statskunskap och litteraturvetenskap vid Stockholms universitet.